# Grande Prêmio da Europa de 2012
O Grande Prêmio da Europa de 2012 foi a oitava corrida da temporada de 2012 da Fórmula 1. A prova disputada no dia 24 de junho no Circuito Urbano de Valência, em Valência na Espanha pela quinta vez, teve como vencedor o piloto espanhol Fernando Alonso. Essa corrida foi histórica, pois foi o primeiro e único pódio do heptacampeão mundial Michael Schumacher, pela Mercedes.
O piloto alemão Sebastian Vettel pole position de 2012 foi o vencedor da edição anterior, seguido de Fernando Alonso e de Mark Webber. Dos pilotos ativos na época que já havia vencido o Grande Prêmio da Europa foram Fernando Alonso, Felipe Massa, Michael Schumacher e Sebastian Vettel. A volta mais rápida da prova pertence a Timo Glock com o tempo de 1:38.683 no ano de 2009.

## Relatório

### Treino classificatório
Q1 — primeira parte
Assim que foi dado início ao treino, alguns pilotos logo foram para a pista. Ricciardo foi o primeiro a sair dos boxes e tentar tempo. Senna foi o primeiro a fazer volta mais rápida, depois superado por Grosjean, Di Resta, Raikkonen e Massa, mais rápido que todos esses na primeira tentativa, com o tempo de 1m39s634mil. Aos 8 minutos de sessão, o alemão Schumacher superou seu tempo fazendo 1m39s577mil.
Em mais uma tentativa dos pilotos da Ferrari, ambos foram batidos por Hamilton, com 1m39s169mil. Massa garantiu o segundo lugar e Alonso foi o terceiro. Quando faltavam cerca de 6 minutos para o fim, Vettel partiu para sua volta rápida, mas na primeira tentativa foi apenas o sexto colocado. Já Webber, foi o 16º.
Senna era o 18º colocado no final do Q1 e precisava marcar bom tempo para garantir-se na próxima fase. Com isso, ele calçou os pneus macios e foi em busca de um melhor tempo. Com o pneu macio ele fez 1m39s449mil, o quinto tempo, sendo que logo ele foi superado por Perez e Di Resta, também garantidos no Q2. Quem caiu para a 18ª posição foi o australiano Webber, que precisou acelerar mesmo com tráfego à frente. Ele fez duas tentativas, mas, em ambas, foi atrapalhado pelo tráfego e acabou desistindo, sendo eliminado no Q1, com a 18ª posição. Além disso, ele sofreu com problemas na asa móvel.
O venezuelano Maldonado foi o mais rápido da sessão, usando o pneu mais macio, e fez o tempo de 1m38s825mil. Os eliminados foram Vergne, Webber, Petrov, De La Rosa, Karthikeyan e Pic. Glock, com problemas estomacais sequer foi para a pista e Kovalainen conseguiu colocar o carro da Caterham no Q2. 1,2 segundos separaram o primeiro do 17º colocado.
Q2 — segunda parte

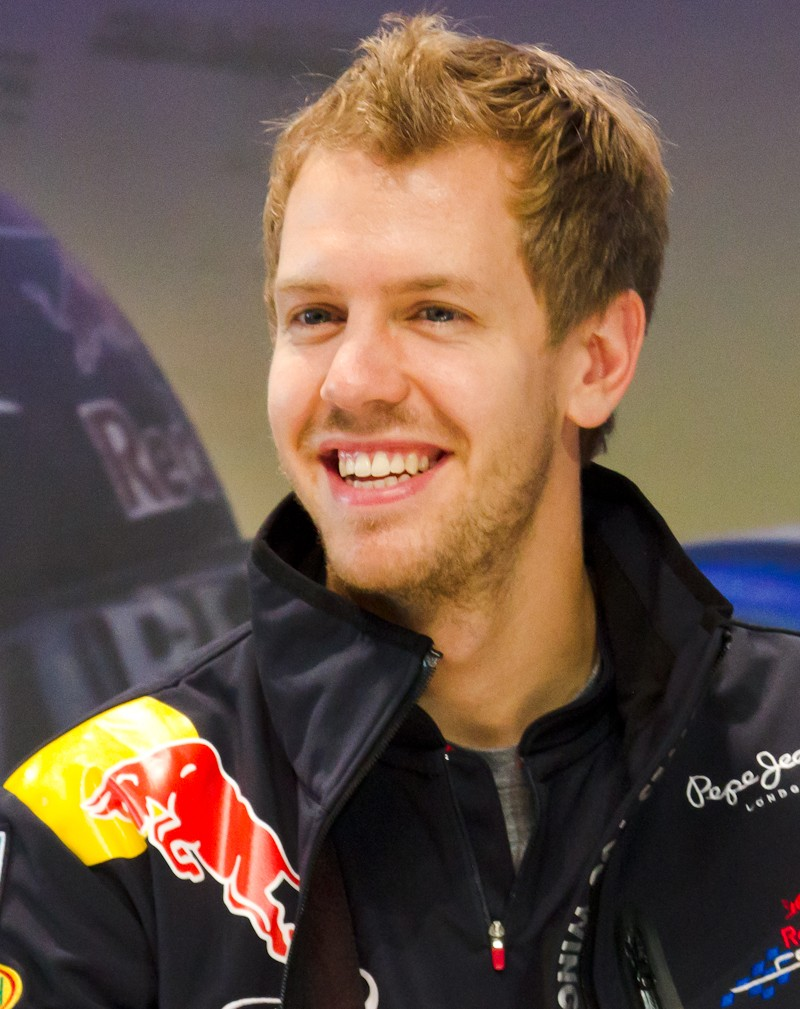
Vetel foi o pole position.

Os dois carros da Ferrari foram para a pista assim que o sinal verde acendeu em Valência, bem como Senna e metade dos pilotos que participaram da sessão. Desta vez Alonso foi mais rápido que Massa, porém ambos ficaram aquém do esperado. Di Resta foi mais rápido que ambos e depois até o brasileiro Senna. O alemão Rosberg passou à liderança também momentos depois com o tempo de 1m38s504mil, com Raikkonen em segundo.
Faltando 5 minutos para o final da sessão Alonso foi o primeiro piloto entre as grandes equipes a arriscar com pneus macios, e com 1m38s707mil ele fez o sexto tempo. Aos poucos todos os pilotos partiam para suas voltas rápidas com pneus macios para tentar garantir uma vaga no Q3. Di Resta conseguiu o segundo lugar e Maldonado o quinto. Massa, mesmo com boas parciais no início da volta, foi só o 12º e Senna, que também batalhava pelo Q3, abortou volta para tentar de novo. Vettel era o décimo colocado e fez o terceiro tempo em um final de treino agitado.
Já com o cronômetro zerado Grosjean fez o primeiro tempo, jogando Alonso e Massa para fora do Q3. Grosjean ficou com a melhor marca do dia, com o tempo de 1m38s489mil. Já Alonso, Schumacher, Massa, Senna, Perez, Kovalainen e Ricciardo foram os eliminados em uma classificação onde o primeiro e o décimo colocados foram separados por apenas 228 milésimos.
Q3 — terceira parte
O primeiro a marcar tempo foi o finlandês Raikkonen, com 1m38s966mil, porém logo foi batido por Rosberg, Hamilton e Button. Apenas os quatro marcaram tempos na primeira parte do Q3, sendo que todos os outros pilotos partiram para apenas uma tentativa com o objetivo de poupar pneus para a corrida no dia seguinte.
Na primeira  tentativa de Grosjean ele fez 1m38s505mil, o melhor tempo de todos. Na sequência ele foi superado por Maldonado. Hulkenberg também se destacou com o quarto tempo e Vettel marcou 1m38s086mil, 4 décimos mais rápido que o carro da Williams, garantindo a primeira posição. Hamilton ainda ficou com o segundo posto e Button terminou em oitavo. É a terceira vez que Vettel larga em primeiro lugar na temporada de 2012 em um campeonato extremamente equilibrado.

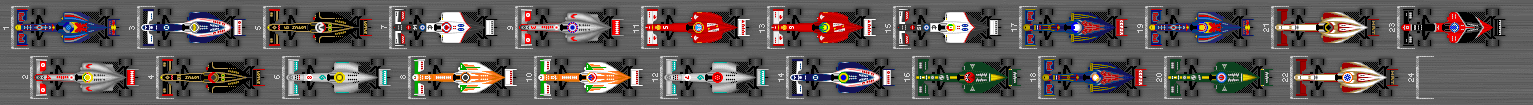
Grid de largada.

### Corrida

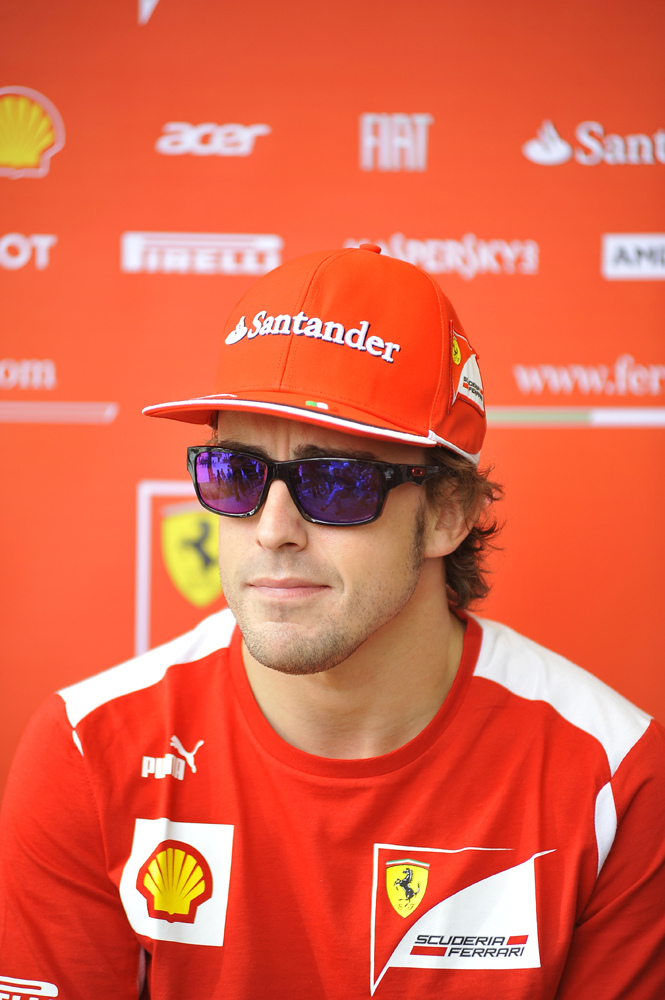
Alonso venceu a prova.

A corrida teve início no horário previsto sob sol forte. Vettel, o pole, largou tranquilamente na frente e manteve sua posição. O francês Grosjean saiu da quarta para a terceira posição e mais atrás as Ferraris também evoluíram, com Alonso passando de 11º para 8º e Massa de 13º para 10º . Vettel se manteve em primeiro com Hamilton, Grosjean, Kobayashi, Maldonado, Raikkonen, Hulkenberg, Alonso, Paul di Resta e Massa completando os dez primeiros.
Nas primeiras voltas Vettel já havia aberto uma vantagem de mais de oito segundos para Hamilton. As Ferraris disputavam com as Force India e os dois pilotos mostravam-se agressivos. Alonso atacava Hulkenberg e Massa atacava Di Resta. Quando Grosjean já havia tomado a segunda colocação de Hamilton, Button e Perez iniciaram as paradas de box na 11ª volta. Perdendo rendimento dos pneus, Massa fez o mesmo na volta seguinte. Vettel já tinha 12 segundos de vantagem sobre Grosjean quando, nas voltas 13 e 14, vários pilotos pararam, entre eles Raikkonen e Alonso, que já era o quinto colocado após conseguir ultrapassar Maldonado com a asa móvel aberta. Na passagem 17 Vettel e Grosjean pararam juntos, o que não mudou o cenário da disputa.
Schumacher, Webber e Senna ocupavam as colocações de quinto a sétimo com estratégia diferenciada e atrás deles Raikkonen, Kobayashi, Maldonado, Massa e Hulkenberg protagonizavam uma das mais duras disputas da prova. Massa levou a pior após fechar a porta para Kobayashi, que tocou no muro. O brasileiro rodou e ainda foi punido com um drive through, o que atrapalhou demais sua prova, além do pit stop extra que ele teve de fazer para corrigir problemas no carro.
Os carros da Ferrari começavam a perder rendimento aos poucos, porém Alonso ainda conseguiu ultrapassar Di Resta e assumir a quarta posição, bem como fizeram Raikkonen e Maldonado já que o escocês não tinha mais pneus. Foi quando na volta 29 houve a entrada do safety car e vários pilotos fizeram seus pit stops nessa hora, como Alonso, Raikkonen, Hamilton, Maldonado, Vergne, Grosjean e Hulkenberg. O carro de segurança foi causado por um toque entre Vergne e Kovalainen, onde Vergne, da Toro Rosso jogou o carro para cima de Kovalainen, da Caterham, no meio da reta e este teve um pneu furado. Vettel parou apenas uma volta depois, entretanto mesmo assim manteve a primeira posição. Hamilton teve problemas na parada e perdeu tempo mais uma vez, quando teve chance de melhorar sua colocação na prova.

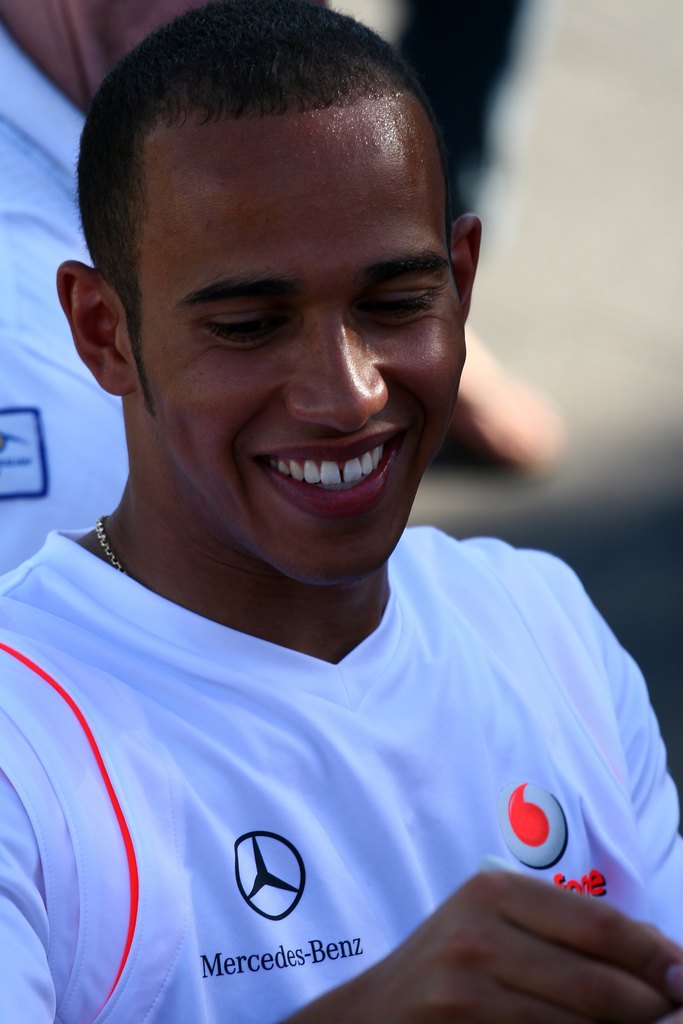
Hamilton abandonou no final.

Vettel era o líder, seguido por Grosjean, Alonso, Ricciardo, Raikkonen, Hamilton, Rosberg, Schumacher, Webber e Maldonado que eram os dez primeiros. O safety car deixou a pista na 34ª volta e, mais uma vez, a primeira volta foi caótica: Alonso passou Grosjean, Massa foi tocado por Kobayashi e Vettel abandonou com problemas elétricos. Com isso Alonso passou a ser o líder e não perdeu mais a primeira posição.
Hamilton aproveitou o bom rendimento de seus pneus naquele momento para conseguir posições de Ricciardo e Raikkonen e subir para terceiro. Grosjean atacou Alonso enquanto seu companheiro de equipe atacava Hamilton, sendo que os dois estavam muito próximos, porém Grosjean, que era o segundo colocado, também abandonou com problemas em seu carro. Dessa forma, Alonso pôde controlar tranquilamente seu ritmo de prova até o fim, sempre na casa dos quatro segundos de vantagem para Hamilton, que segurava o finlandês Raikkonen. Mais atrás Schumacher e Webber avançavam rumo às primeiras colocaçõos, sendo os únicos com pneus novos na pista. Faltando duas voltas para o final Hamitlon cometeu um erro e foi ultrapassado por Raikkonen após muita disputa entre os dois, o que permitiu a Alonso aumentar ainda mais a vantagem.
Na penúltima volta, na curva depois do acionamento da asa móvel, Maldonado tentou ultrapassagem por fora, porém Hamilton vendeu caro demais a posição e os dois se tocaram. Hamilton abandonou a prova enquanto Maldonado perdeu o bico e ainda conseguiu completar a prova na décima posição. Enquanto isso, ninguém mais poderia ameaçar o espanhol Alonso nem o segundo colocado Raikkonen. O acidente entre Maldonado e Hamilton ainda permitiu que Schumacher conseguisse a terceira posição e subisse ao pódio pela primeira vez em sua volta à categoria.
Após a vitória Alonso sequer conseguiu voltar aos boxes com sua Ferrari porque parou para comemorar em frente sua torcida como faziam os grandes campeões antigamente. Em um belo momento ele foi buscado pelo carro médico para poder participar da cerimônia de pódio, junto a Raikkonen e Schumacher.
Com o abandono de Vettel e Hamilton, Alonso disparou na liderança do mundial com 111 pontos contra 89 de Webber, que hoje foi o 4º, e 88 de Hamilton. Entre os construtores a Red Bull segue na ponta com 176 contra 137 da McLaren e 126 da Lotus.

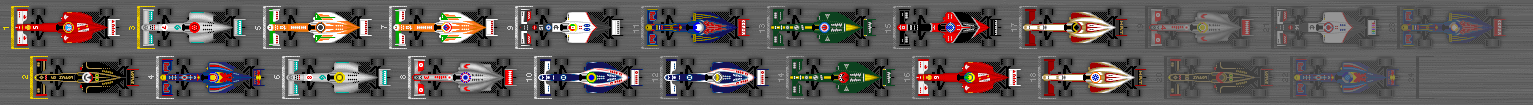
Resultado da corrida.

### Pós-corrida

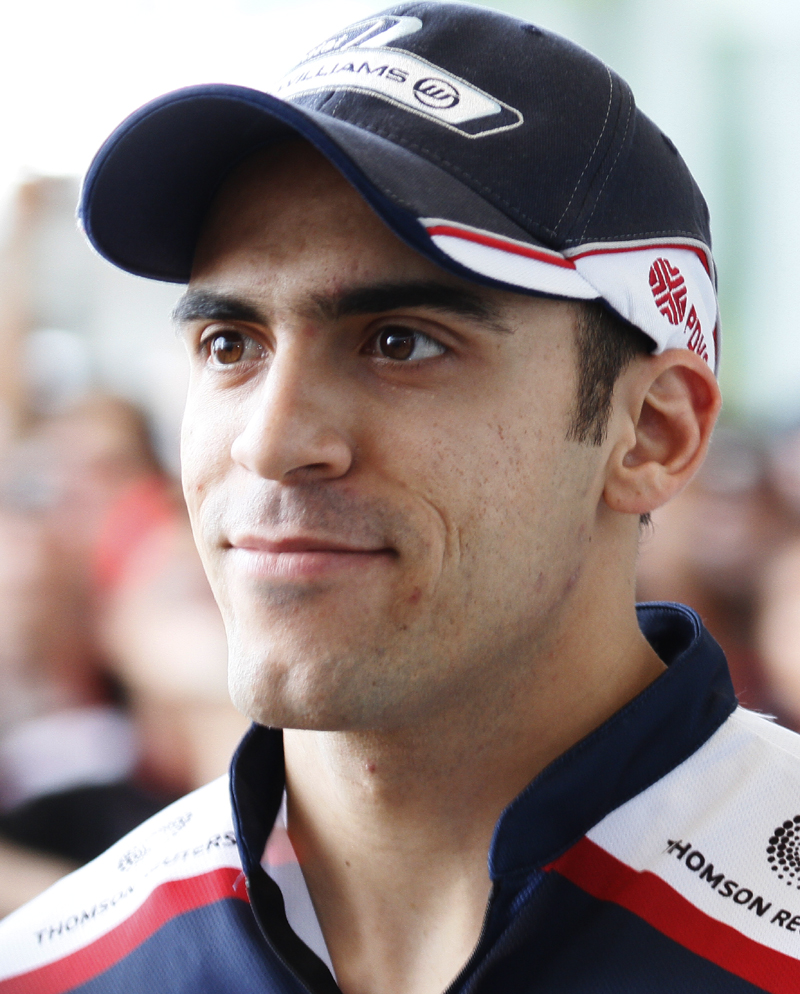
Maldonado foi punido.

Após a corrida os comissários julgaram duas punições e uma absolvição.
Maldonado foi julgado culpado pelo toque com Hamilton na última volta, quando o inglês tinha problemas com o rendimento dos pneus, porém, mesmo assim, batalhou duramente para manter a colocação. Com o toque, Hamilton foi parar no muro e abandonou a prova. O venezuelano Maldonado foi punido com a perda de 20 segundos em seu tempo final de prova, caindo para a 12ª posição.
Vergne perderá dez posições no grid de largada para a próxima etapa em Silverstone, no que foi considerada uma punição dupla dada a gravidade da infração. O piloto da Toro Rosso tocou-se com o finlandês Kovalainen em plena reta e além da punição no grid também teve de pagar 25 mil euros de multa.
O alemão Schumacher foi investigado pelo uso da asa móvel sob bandeira amarela, infração que já havia punido Massa e Vettel na Espanha. As imagens de televisão confirmaram o fato, entretanto os comissários entenderam que, apesar da asa aberta, ele reduziu velocidade o suficiente para manter a segurança no local.
Em Valência os comissários foram chefiados pelo finlandês Mika Salo.

## Resultados

### Classificatório
| Pos                 | Nº | Piloto             | Equipe               | Q1        | Q2       | Q3       |
| ------------------- | -- | ------------------ | -------------------- | --------- | -------- | -------- |
| 1                   | 1  | Sebastian Vettel   | Red Bull-Renault     | 1:39.626  | 1:38.530 | 1:38.086 |
| 2                   | 4  | Lewis Hamilton     | McLaren-Mercedes     | 1:39.169  | 1:38.616 | 1:38.410 |
| 3                   | 18 | Pastor Maldonado   | Williams-Renault     | 1:38.825  | 1:38.570 | 1:38.475 |
| 4                   | 10 | Romain Grosjean    | Lotus-Renault        | 1:39.530  | 1:38.489 | 1:38.505 |
| 5                   | 9  | Kimi Räikkönen     | Lotus-Renault        | 1:39.464  | 1:38.531 | 1:38.513 |
| 6                   | 8  | Nico Rosberg       | Mercedes             | 1:39.061  | 1:38.504 | 1:38.623 |
| 7                   | 14 | Kamui Kobayashi    | Sauber-Ferrari       | 1:39.651  | 1:38.703 | 1:38.741 |
| 8                   | 12 | Nico Hülkenberg    | Force India-Mercedes | 1:39.009  | 1:38.689 | 1:38.752 |
| 9                   | 3  | Jenson Button      | McLaren-Mercedes     | 1:39.622  | 1:38.563 | 1:38.801 |
| 10                  | 11 | Paul di Resta      | Force India-Mercedes | 1:38.858  | 1:38.519 | 1:38.992 |
| 11                  | 5  | Fernando Alonso    | Ferrari              | 1:39.409  | 1:38.707 |          |
| 12                  | 7  | Michael Schumacher | Mercedes             | 1:39.447  | 1:38.770 |          |
| 13                  | 6  | Felipe Massa       | Ferrari              | 1:39.388  | 1:38.780 |          |
| 14                  | 19 | Bruno Senna        | Williams-Renault     | 1:39.449  | 1:39.207 |          |
| 15                  | 15 | Sergio Pérez       | Sauber-Ferrari       | 1:39.353  | 1:39.358 |          |
| 16                  | 20 | Heikki Kovalainen  | Caterham-Renault     | 1:40.087  | 1:40.295 |          |
| 17                  | 16 | Daniel Ricciardo   | Toro Rosso-Ferrari   | 1:39.924  | 1:40.358 |          |
| 18                  | 17 | Jean-Éric Vergne   | Toro Rosso-Ferrari   | 1:40.203  |          |          |
| 19                  | 2  | Mark Webber        | Red Bull-Renault     | 1:40.395  |          |          |
| 20                  | 21 | Vitaly Petrov      | Caterham-Renault     | 1:40.457  |          |          |
| 21                  | 22 | Pedro de la Rosa   | Hispania-Cosworth    | 1:42.171  |          |          |
| 22                  | 23 | Narain Karthikeyan | Hispania-Cosworth    | 1:42.527  |          |          |
| 23                  | 25 | Charles Pic        | Marussia-Cosworth    | 1:42.675  |          |          |
| DNQ                 | 24 | Timo Glock         | Marussia-Cosworth    | sem tempo |          |          |
| 107% tempo:1:49.887 |    |                    |                      |           |          |          |
| Fonte:              |    |                    |                      |           |          |          |

### Corrida
| Pos.   | Nu. | Piloto             | Construtor           | Voltas | Tempo/Retirado | Grid | Pontos |
| ------ | --- | ------------------ | -------------------- | ------ | -------------- | ---- | ------ |
| 1      | 5   | Fernando Alonso    | Ferrari              | 57     | 1:44:16.449    | 11   | 25     |
| 2      | 9   | Kimi Räikkönen     | Lotus-Renault        | 57     | +6.421         | 5    | 18     |
| 3      | 7   | Michael Schumacher | Mercedes             | 57     | +12.639        | 12   | 15     |
| 4      | 2   | Mark Webber        | Red Bull-Renault     | 57     | +13.628        | 19   | 12     |
| 5      | 12  | Nico Hülkenberg    | Force India-Mercedes | 57     | +19.993        | 8    | 10     |
| 6      | 8   | Nico Rosberg       | Mercedes             | 57     | +21.176        | 6    | 8      |
| 7      | 11  | Paul di Resta      | Force India-Mercedes | 57     | +22.866        | 10   | 6      |
| 8      | 3   | Jenson Button      | McLaren-Mercedes     | 57     | +24.653        | 9    | 4      |
| 9      | 15  | Sergio Pérez       | Sauber-Ferrari       | 57     | +27.777        | 15   | 2      |
| 10     | 19  | Bruno Senna        | Williams-Renault     | 57     | +35.961        | 14   | 1      |
| 11     | 19  | Daniel Ricciardo   | Toro Rosso-Ferrari   | 57     | +37.041        | 17   |        |
| 12     | 18  | Pastor Maldonado   | Williams-Renault     | 57     | +54.630        | 3    |        |
| 13     | 21  | Vitaly Petrov      | Caterham-Renault     | 57     | +1:15.871      | 20   |        |
| 14     | 20  | Heikki Kovalainen  | Caterham-Renault     | 57     | +1:34.654      | 16   |        |
| 15     | 25  | Charles Pic        | Marussia-Cosworth    | 57     | +1:36.651      | 23   |        |
| 16     | 6   | Felipe Massa       | Ferrari              | 56     | +1 Volta       | 13   |        |
| 17     | 22  | Pedro de la Rosa   | Hispania-Cosworth    | 56     | +1 Volta       | 21   |        |
| 18     | 23  | Narain Karthikeyan | Hispania-Cosworth    | 56     | +1 Volta       | 22   |        |
| 19     | 4   | Lewis Hamilton     | McLaren-Mercedes     | 55     | Acidente       | 2    |        |
| Ret    | 10  | Romain Grosjean    | Lotus-Renault        | 40     | Câmbio         | 4    |        |
| Ret    | 1   | Sebastian Vettel   | Red Bull-Renault     | 33     | Motor          | 1    |        |
| Ret    | 14  | Kamui Kobayashi    | Sauber-Ferrari       | 33     | Colisão        | 7    |        |
| Ret    | 17  | Jean-Éric Vergne   | Toro Rosso-Ferrari   | 26     | Colisão        | 18   |        |
| DNS    | 24  | Timo Glock         | Marussia-Cosworth    |        |                |      |        |
| Fonte: |     |                    |                      |        |                |      |        |

## Curiosidades
- Último pódio de Michael Schumacher.
- Único pódio de Michael Schumacher na Mercedes e foi o primeiro dele desde o Grande Prêmio da China de 2006.
- Última corrida de Fórmula 1 disputada no Circuito de Valência.

## Tabela do campeonato após a corrida
Observe que somente as cinco primeiras posições estão incluídas na tabela.
| 1      | 1 | Fernando Alonso  | 111 |
| 2      | 2 | Mark Webber      | 91  |
| 2      | 3 | Lewis Hamilton   | 88  |
| 1      | 4 | Sebastian Vettel | 85  |
|        | 5 | Nico Rosberg     | 75  |
| Fonte: |   |                  |     |

|        | 1 | Red Bull-Renault | 176 |
|        | 2 | McLaren-Mercedes | 137 |
|        | 3 | Lotus-Renault    | 126 |
|        | 4 | Ferrari          | 122 |
|        | 5 | Mercedes         | 92  |
| Fonte: |   |                  |     |